# 拉斐尔·奥拉腊
拉斐尔·奥拉腊（西班牙語：Rafael Olarra，1978年5月26日—），智利男子足球运动员，司职后卫。他曾代表智利国奥队参加2000年夏季奥林匹克运动会足球比赛，获得一枚铜牌。